# Otto Trauner
Otto Trauner (* 14. August 1887 in Wien; † 2. Dezember 1918 in Zwettl; Pseudonym: Erichsen) war ein österreichischer akademischer Maler, Radierer, Lithograph und Illustrator. Er wurde vor allem  für seine Landschaftsradierungen bekannt.

## Leben
Er wurde als eines von acht Kindern des Chefredakteurs der Wiener Tageszeitung Neuigkeits-Welt-Blatt, Adolf Trauner und seiner Frau Theresia, geborene Leutschacher, geboren. Trauner absolvierte die Graphische Lehr- und Versuchsanstalt in Wien und anschließend die Wiener Akademie unter William Unger (1907/08) und Ferdinand Schmutzer (1908/10). Er zählte zu deren begabtesten Schülern.
1917 heiratete er Hilda Maria Winter und übersiedelte nach Zwettl im niederösterreichischen Waldviertel. Am 2. Dezember 1918 starb er dort in Folge eines Magen- und Darmleidens.

## Schaffen
Trauner stellte ab 1906 bis zu seinem Tod im Künstlerhaus Wien aus. So wurden z. B. einige Radierungen des damals 23-jährigen Künstlers bei der 36. Jahresausstellung ab 19. März 1910 gezeigt.
Während seiner kurzen Schaffenszeit widmete er sich der Malerei in Aquarell und Öl, Radierung, Lithographie, Zeichnung und dem Schmuckdesign.
Trauner war überdies ein gefragter Buchillustrator, insbesondere von Kinder- und Jugendbüchern, von Märchen und Sagen. Er arbeitete für den Verlag Gerlach & Wiedling, der für seine künstlerisch anspruchsvollen Illustrationen bekannt war und für den z. B. auch Gustav Klimt und Kolo Moser gezeichnet haben.
Trauner schuf auch zahlreiche Ex-Libris-Radierungen, so zum Beispiel für seine Brüder Hermann und Walter Trauner.
In den veröffentlichten Nachrufen wurde angemerkt, „dass seine Blätter durch ihre technischen und Stimmungsreizen zu den sympathischsten Arbeiten des Künstlerhauses gehörten“. Er entwickelte sich in rastloser und freudiger Schaffenskraft rasch zu einem auch von seinen Kunstgenossen anerkannten Meister der Radiernadel, dessen Kunstblätter, wohl mehr als hundert an der Zahl, durch die Feinheit und Sorgfältigkeit ihrer künstlerisch vollendeten Ausführung ihm einen bereits ansehnlichen Ruf verschafften. Seit Jahren beschickte er regelmäßig die Ausstellungen im Wiener Künstlerhaus und seine vortrefflichen Arbeiten erlangten jedes Mal die verdiente ehrende Würdigung seitens des Publikums und der Berufskritik. In der zum Zeitpunkt seines Todes im Künstlerhaus stattfindenden Ausstellung hat er noch ein schönes Blatt „Markt in Zwettl“ ausgestellt.
Posthum wurde eine Kollektion von Otto Trauner bei der „Winterausstellung 1919“ im Künstlerhaus vom 7. Dezember 1919 bis 2. Februar 1920 ausgestellt.
2015 wurde seine Radierung „Markttag in Zwettl“ als Titelbild für das Buch „Zwettl – Ansichten aus vier Jahrhunderten“ verwendet.

## Werke
- Hans Sommert: Fabelbuch für die deutsche Jugend mit Bildern von Otto Trauner, in: „Volksschatz“. Österreichs deutsche Jugendbücherei. Herausgegeben von der Jugendschriften-Prüfungskommission des k.k. Bezirksschulrates Wien, Verlag von Gerlach & Wiedling, Wien, 1913
- Ferdinand Kürnberger: Novellen, ausgewählt und mit Anmerkungen versehen von Emil Hofmann, Zeichnungen von Otto Trauner, in: „Volksschatz“. Österreichs deutsche Jugendbücherei. Herausgegeben von der Jugendschriften-Prüfungskommission des k.k. Bezirksschulrates Wien, Verlag von Gerlach & Wiedling, Wien, 1913
- Johann Georg Frimberger: Erzählungen aus dem niederösterreichischem Weinlande, Zeichnungen von Otto Trauner, in: „Volksschatz“, Band 10. Österreichs deutsche Jugendbücherei. Herausgegeben von der Jugendschriften-Prüfungskommission des k.k. Bezirksschulrates Wien, Verlag von Gerlach & Wiedling, Wien, 1913
- Adalbert Stifter: Granit. Herausgegeben und Text durchgesehen von Josef Buchowiecki, Zeichnungen von Otto Trauner in: „Volksschatz“. Österreichs deutsche Jugendbücherei. Herausgegeben von der Jugendschriften-Prüfungskommission des k.k. Bezirksschulrates Wien, Verlag von Gerlach & Wiedling, Wien, 1914
- Trauner, Otto: Entwürfe zu modernem Schmuck mit Tiermotiven. Deutsche Goldschmiede-Zeitung, Band 11, 1908, Seite 391 und 394. .

## Ausstellungen
Aus Anlass des 100. Todestages wurde im November 2018 mit Hilfe der Waldviertler Sparkasse in Zwettl eine Retrospektive eröffnet, bei der auch der Öffentlichkeit bisher unbekannte Werke gezeigt wurden.